# Högt över havet
Högt över havet är en sång skriven av Lasse Holm. Framförd av Arja Saijonmaa kom bidraget på andra plats i den svenska Melodifestivalen 1987. Den blev dessutom den allra första vinnaren i den då nya tävlingen OGAE Second Chance Contest. 
Singeln placerade sig som högst på 14:e plats på den svenska singellistan.
Melodin testades på Svensktoppen, där den låg i elva omgångar under perioden 12 april-21 juni 1987, och låg etta redan första veckan.
Sången återfinns förutom som singel även på musikalbumet med samma namn.

## Coverversioner
- Det svenska dansbandet Thorleifs spelade in en cover på "Högt över havet" på sitt album "Saxgodingar 4" 1998.[2]
- Den svenska hårdrocksgruppen Black Ingvars spelade in en cover på "Högt över havet" på sitt album "Schlager Metal" 1998.[3]

## Listplaceringar
| Lista (1987) | Topplacering |
| ------------ | ------------ |
| Sverige      | 14 .         |